# کوه سیکرم
کوه سیکرم (به انگلیسی: Mount Sikaram)، کوهی در مرز افغانستان - پاکستان، جنوب رود کابل و تنگه خیبر با ارتفاع ۴۷۷۵ متر می‌باشد. این بلندترین قله سفیدکوه است.

## موقعیت
کوه سیکرم در شمال روستای پیوار در کورم در منطقه خیبر پختونخوا پاکستان واقع شده‌است. دامنه اصلی آن، سفیدکوه مستقیماً با شاخه فرعی شاندر در کوهستان هندوکش مرتبط می‌شود. در بالای این کوه، دمای هوا در هر زمان از سال ممکن است زیر صفر درجه سانتیگراد بیاید.
دره کوچکی در دامنه کوه سیکرم شماری از روستاها، نواحی و مناطق قبیله‌ای را در برمی‌گیرد که بسیاری از آنها از لحاظ تاریخی مهم هستند. از آن جمله پیوار، علیزای، تاری منگل، نارایی، اسپینا شاگا و خواس. گذرگاه گاوی، همچنین به گردنه پیوار معروف است، بین دره کورم و دره آریوب افغانستان می‌گذرد. این گردنه ولایت پکتیا افغانستان را با ناحیه کورم ولایت خیبر پختونخوا، در مناطق قبیله‌ای تحت کنترل فدرال پاکستان، متصل می‌کند.

## تاریخچه
- در سال ۱۸۷۹ در جنگی در این کوه نیروهای بریتانیایی بر نیروهای افغان پیروز شدند و کنترل تنگه پیوار را در نبرد پیاور کوتال به دست گرفتند.
- در سال ۱۹۷۸-۱۹۷۹جورج باتلی اسکات ، نقشه بردار انگلیسی ، در کارزاری برای ثبت نقاط افغانستان ، به این کوه صعود کرد.[۴]